# ベルラーヘ・インスティチュート

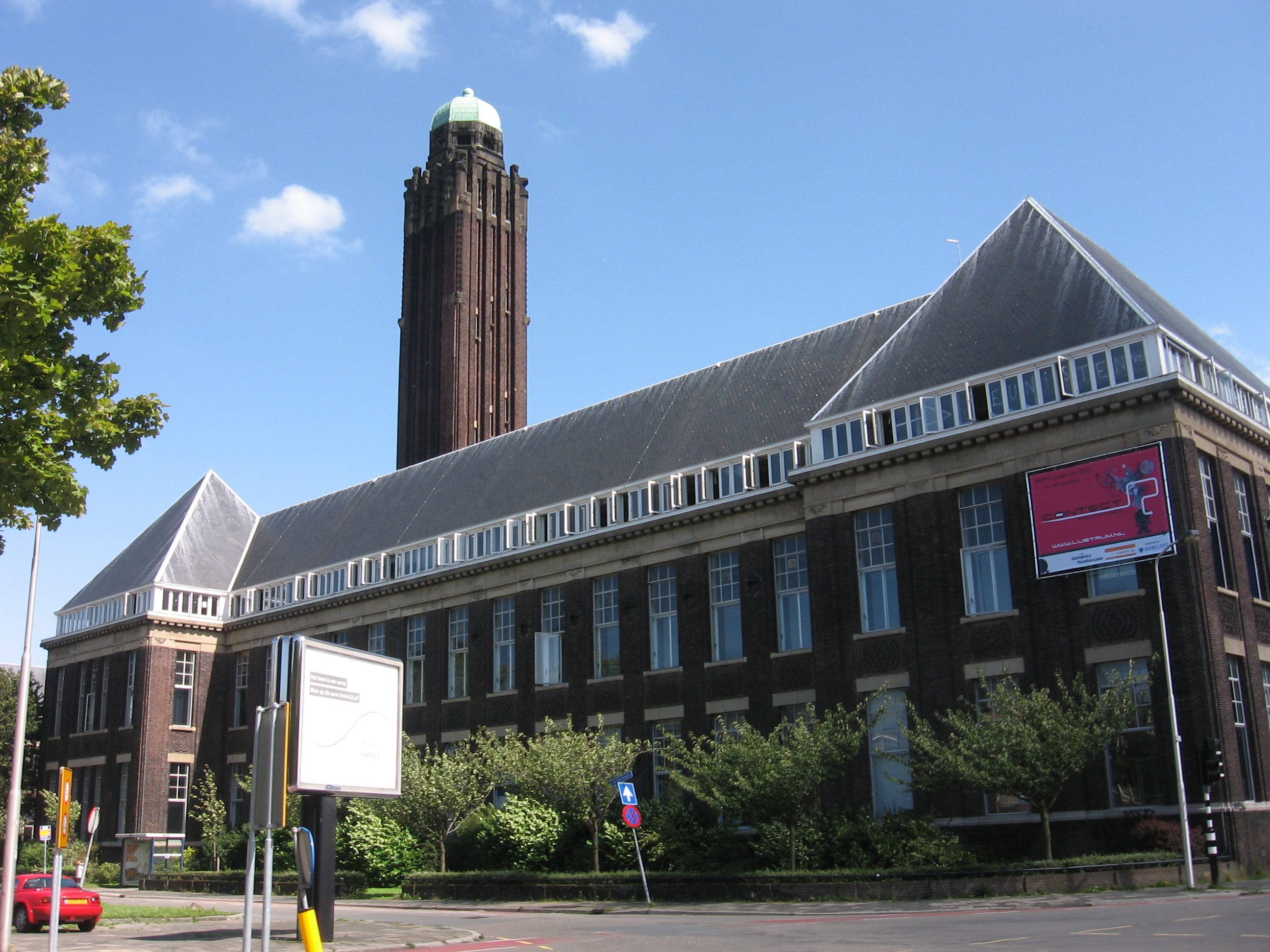
現：The Berlage at TU Delft

ベルラーヘ・インスティチュート（Berlage Institute、略称Berlage/ベルラーヘ）は、オランダのロッテルダムに位置する建築専門の大学である。「ベルラーへ(Berlage)」は、オランダ近代建築の父と呼ばれるヘンドリク・ペトルス・ベルラーヘ(H. P. Berlage)に由来する。

## 歴史
Berlageは、1990年に初代学部長も務めたオランダ人建築家ヘルマン・ヘルツベルハーによって、オランダのアムステルダムに建築専門の大学院大学として設立された。キャンパスはロッテルダムに移転し、その後、国立のデルフト工科大学（TU Delft）に吸収され、ベルラーヘ建築・都市デザイン高等研究センター（The Berlage Center for Advanced Studies in Architecture and Urban Design）となり、2023年現在は、デルフト工科大学建築環境学部The Berlageとなっている。

## 専攻
- 建築学
- 建築環境学
- 建築デザイン
- 都市デザイン
- ランドスケープ

1学年約15人の少数精鋭のゼミ教育と世界の著名建築家の実学講義・セミナー（日本からは伊東豊雄、妹島和世など）を多数開催し、学生と建築家とのオープンな交流を推進した。

## 主な出身者
- Reinier de Graaf
- Daan Roosegaarde
- Miguel Robles-Durán
- 河野裕 (建築家)
- 藤村龍至
- 重松象平
- 藤井伸介
- 鳴川肇
- 末廣香織